# Golzow (Mittelmark)
Golzow település Németországban, azon belül Brandenburgban. Lakosainak száma 1391 fő (2023. december 31.). Golzow Planebruch és Kloster Lehnin községekkel határos.

## Népesség
A település népességének változása:
| Lakosok száma | 1306 | 1327 | 1334 | 1379 | 1405 | 1391 |
|               | 2013 | 2017 | 2019 | 2021 | 2022 | 2023 |